# La Panza Range
De La Panza Range is een bergketen in San Luis Obispo County in Californië. De keten is gelegen ten oosten van het plaatsje Santa Margarita. Het is een van de ketens die zich naast de kust bevinden.
De keten is ongeveer 30 mijl lang en loopt van noordwest naar zuidwest tussen de Santa Lucia Range in het westen en de Tremblor Range in het oosten. De hoogste top bevindt zich op 4054 voet. Deze keten is maakt deel uit van de Sierra Madre Mountains, een bergketen in het zuidelijk deel van Los Padres National Forest.